# رننبورگ
شهر رننبورگ (به آلمانی: Ronnenberg) در ایالت نیدرزاکسن در کشور آلمان واقع شده‌است.